# موئدا، موزامبیک
موئدا (به لاتین: Mueda) یک منطقهٔ مسکونی در موزامبیک است که در Mueda District واقع شده‌است.
 موئدا   ۲۴۹ متر بالاتر از سطح دریا واقع شده‌است.